# Preston (Missouri)
Preston – wieś w Stanach Zjednoczonych, w stanie Missouri, w hrabstwie Hickory.